# Ginástica de trampolim nos Jogos Europeus de 2015 - Feminino
A competição do trampolim individual feminino foi um dos eventos da ginástica de trampolim nos Jogos Europeus de 2015, em Baku, no Azerbaijão. Foi disputada na Arena Nacional de Ginástica nos dias 17 e 21 de junho.

## Calendário
Horário de verão do Azerbaijão (UTC+5).
| Data        | Horário | Fase         |
| ----------- | ------- | ------------ |
| 17 de junho |         | Qualificação |
| 21 de junho | 10:00   | Final        |

## Medalhistas
| Ouro   | RUS Yana Pavlova    |
| Prata  | GBR Kat Driscoll    |
| Bronze | BLR Hanna Harchonak |

## Resultado

### Qualificação
O resultado da qualificação foi o seguinte. 
| Posição | Ginasta                   | Rotina 1 | Rotina 2 | Total   | Notas |
| ------- | ------------------------- | -------- | -------- | ------- | ----- |
| 1       | BLR Hanna Harchonak       | 47.795   | 53.980   | 101.775 | Q     |
| 2       | RUS Yana Pavlova          | 47.205   | 54.320   | 101.525 | Q     |
| 3       | BLR Tatsiana Piatrenia    | 47.235   | 53.925   | 101.160 |       |
| 4       | AZE Sviatlana Makshtarova | 47.515   | 52.855   | 100.370 | Q     |
| 5       | GBR Kat Driscoll          | 46.740   | 52.725   | 99.465  | Q     |
| 6       | RUS Anna Kornetskaya      | 46.320   | 52.030   | 98.350  |       |
| 7       | UKR Nataliia Moskvina     | 45.230   | 52.965   | 98.195  | Q     |
| 8       | FRA Marine Jurbert        | 46.335   | 51.585   | 97.920  | Q     |
| 9       | ESP Claudia Prat          | 45.895   | 51.780   | 97.675  | R1    |
| 10      | GER Leonie Adam           | 45.795   | 51.675   | 97.470  | R2    |
| 11      | POR Ana Rente             | 44.760   | 51.125   | 95.885  |       |
| 12      | GRE Lila Kasapoglou       | 45.115   | 50.455   | 95.570  |       |
| 13      | SUI Fanny Chilo           | 45.790   | 49.145   | 94.935  |       |
| 14      | AZE Sabina Zaitseva       | 44.085   | 49.600   | 93.685  |       |
| 15      | POR Beatriz Martins       | 44.275   | 49.300   | 93.575  |       |
| 16      | GEO Tamari Kakashvili     | 43.405   | 48.120   | 91.525  |       |
| 17      | GRE Paraskevi Angelousi   | 42.655   | 45.210   | 87.865  |       |
| 18      | UKR Maryna Kyiko          | 47.080   | 36.350   | 83.430  |       |
| 19      | FRA Joëlle Vallez         | 44.270   | 19.425   | 63.695  |       |
| 20      | BUL Simona Ivanova        | 9.410    | 48.565   | 57.975  |       |
| 21      | BUL Valeriya Yordanova    | 43.005   | 14.860   | 57.865  |       |
| 22      | SUI Sylvie Wirth          | 41.420   | 0.000    | 41.420  |       |
| 23      | GBR Laura Gallagher       | 8.940    | 11.285   | 20.225  |       |

### Final
O resultado final foi o seguinte.
| Pos.              | Ginasta                   | Dificuldade | Execução | Voo    | Penalidade | Total  |
| ----------------- | ------------------------- | ----------- | -------- | ------ | ---------- | ------ |
| Medalha de ouro   | RUS Yana Pavlova          | 14.800      | 23.700   | 15.835 |            | 54.335 |
| Medalha de prata  | GBR Kat Driscoll          | 14.400      | 23.700   | 15.810 |            | 53.910 |
| Medalha de bronze | BLR Hanna Harchonak       | 13.100      | 24.000   | 16.465 |            | 53.565 |
| 4                 | UKR Nataliia Moskvina     | 14.400      | 23.400   | 15.400 |            | 53.200 |
| 5                 | AZE Sviatlana Makshtarova | 13.800      | 22.800   | 15.995 |            | 52.595 |
| 6                 | FRA Marine Jurbert        | 13.100      | 22.800   | 15.385 |            | 51.285 |